# فرودگاه یادبود شهرستان شیبویگان
فرودگاه یادبود شهرستان شیبویگان (به انگلیسی: Sheboygan County Memorial Airport) یک فرودگاه همگانی با کد یاتا SBM است که یک باند فرود بتن دارد و طول باند آن ۱۶۴۷ متر است. این فرودگاه در کشور ایالات متحده آمریکا قرار دارد و در ارتفاع ۲۳۰٫۱ متری از سطح دریا واقع شده است.